# San Jose Mercury News
San Jose Mercury News est un journal quotidien de San José (Californie). Il est propriété de MediaNews Group (en).  